# Fajak
Fajaki so izmišljeno ljudstvo, ki naj bi živelo na otoku Faetija, kamor je naplavilo Odiseja. To naj bi bila dežela ribičev in mornarejv. Vladal naj bi mogočen kralj Alkinus, ki Odiseja lepo sprejme in ga pošlje domov v spremstvu svojih mož.